# 関西ラジオワイド
『関西ラジオワイド』（かんさいラジオワイド）は、NHK大阪放送局で放送されている地域情報ラジオ番組。NHKラジオ第1で16時台と月曜日17時台は全国、火曜日 - 金曜日17時台は近畿広域圏向けに放送する。

## 放送時間
- 毎週月曜 - 金曜（祝日、大相撲中継、高校野球、国会中継放送の場合は除く）16:05 - 18:00

## 番組概要
- 以前からNHK大阪では日中の時間帯に『こんにちはきんき』を13 - 14時台（日曜除く）で放送したことがあった。しかし13 - 14時台が全国放送の統一した内容に変更されたことにより、この枠も1997年ごろから16 - 17時台に変更された。当初は16時台は「こんにちは地球市民」と題し、関西在住の在日外国人が日替わりでパーソナリティーを勤め、関西と世界を電波を通して交流していこうという番組、17時台はその日1日の関西のニュースを詳しく伝える『関西ラジオ夕刊』として放送されていた。
- この2つの番組が統合して2000年4月に誕生した番組がこれにあたり、16時台は主として生活情報、アジア情報、近畿圏各地の市町村からの話題など、17時台は報道色が強い内容でその日1日のニュースの中から特に注目すべきテーマを現地取材記者などの解説で伝えたり、また中継コーナーやゲストを交えてのインタビュー（月・金）などを展開している。視聴者からのお便りにも応える。
- 大相撲・高校野球期間中は休止。ただし、高校野球が1日2-3試合以下である場合の早期終了時に短縮版としてニュース・気象情報と、インタビューの一部の再放送などを行うことがある。
- また、大規模な災害や国会中継などで時間の短縮・休止となる場合がある。2011年3月11日の東北地方太平洋沖地震（東日本大震災）においては、発生直後から津波警報・震災報道に変更された。3月14日 - 3月25日についても震災関係の情報を伝えるため[2]、全編放送休止となった。その後5月6日までは「-夕方ニュース」を2時間完全放送するため、17時台は休止になっていたが[3]、5月9日以降、17時台の放送を再開した。
- 年末は「つながるラジオ」の拡大編「くらしこの1年」を放送する関係で16時台を休止する日がある。
- インターネットによる『NHKネットラジオ らじる★らじる』を通じて全国で聴取可能である。2018年4月12日からは『radiko』でも聴取可能となる[4][5]。両者とも地域選択により聴取可能。ただしradikoプレミアムのアーカイブ機能は利用できない。
- なお、2013年度から、ラジオにおける夕方の地域情報番組がこれまでの18時台のFMから17時台のラジオ第1にシフトされる傾向にある中、関西圏ではFMの18時台の放送（「FMサウンドポケット なみはな」）も引き続き継続しており、全国的にも唯一AM/FM双方で地域情報番組を提供していることになっている。
- 2018年春季改編により月曜17時台に限り、にっぽん列島夕方ラジオとして全国放送されている。
- 2022年春季改編により16時台は全曜日、全国放送となった[6]。

## 出演者
男性の大阪局所属のアナウンサーが隔週で外部プロダクション所属の女性タレントとペアを組み、トークを行う。

### パーソナリティー
- 大山武人（隔週担当　2012年度から2014年度に務めて以来2度目[7]）
- 秋鹿真人（隔週担当）

男性については開始以来隔週担当だったが、2011年度から曜日毎に担当。2021年7月から再び隔週担当に戻る。女性は特に曜日は決まっていなかったが2021年7月からは隔週担当に。
- 中倉真梨子（舞夢プロ所属）

### リポート
- 岸有佳里
- 根木おおみ

## 過去の出演者
- 宮田修（放送開始初期）
- 二見和男（放送開始初期）
- 近藤冨士雄（ - 2007年6月1日）
- 坪倉善彦（ - 2007年6月1日）
- 入江憲一
- 児玉隆（ - 2008年6月）
- 中村宏（ - 2008年6月）
- 北村紀一郎
- 望月豊
- 大山武人（2012年 - 2014年）
- 山田朋生
- 大橋信之
- 政野光伯
- 伊丹新（ラジオカー）
- 住田功一
- 鹿島綾乃

## タイムテーブル

### 16時台
- 関西きょうのニュース

パーソナリティが担当する。
- 市町村だより - 近畿2府4県の市町村情報を送る。
- 交通情報・気象情報（27分頃・57分頃。17時台にも2回ずつ組まれる）
- 曜日企画（この内、アジアワールドレポートは関西発ラジオ深夜便0時台にアジアリポートとして全国放送している）

### 17時台
- 関西きょうのニュース

パーソナリティーが担当する
- - 「先読み!夕方ニュース」放送時代はオープニングの後に全国のニュースを放送するため、関西での放送はなかった。
- 記者リポート・アナウンスリポート
- 中継コーナー
- 曜日企画

## 各曜日の企画

### 月曜日
- 市場だより
- アジアワールドリポート・中国
- 旬の人時の人インタビュー

### 火曜日
- 消費者情報
- アジアワールドリポート・韓国
- 関西経済

### 水曜日
- 音盤カフェ
- ラジオエッセイ
- アジアワールドリポート・タイ
- 法律アラカルト

### 木曜日
- 増田英彦夕刊ポエム（2週に1回・2015年8月13日20:05 - 21:55に単発特番『関西ラジオワイドプレゼンツ・YOUCANポエム』のタイトルで全国放送された）
- 防災コラム

### 金曜日
- 釣り談義（3週に1回）
- 旬の味（3週に1回）
- アジア旅情報（3週に1回）
- とっておき川柳
- 関西あの街この街（2週に1回）
- 旬の人時の人インタビュー

### 毎日
- 記者によるニュースレポート・解説（金曜は割愛する場合がある）
- 中継（月曜は割愛する場合がある）